# Awaruite
L'awaruite è un minerale scoperto nel 1885 lungo il fiume Gorge nei pressi della baia di Awarua in Nuova Zelanda. Il nome deriva dalla località di scoperta. È una lega naturale di nichel e ferro con una composizione variabile fra Ni2Fe e Ni3Fe.

## Origine e giacitura
L'awaruite è stata trovata nelle sabbie alluvionali fluviali dove si è formata per serpentinizzazione del peridoto e dell'ofiolite. È stata trovata anche in alcune meteoriti. Nelle sabbie alluvionali si trova in associazione con oro nativo e magnetite; nel peridoto si trova in associazione con rame nativo, heazlewoodite, pentlandite, violarite, cromite e millerite ed infine nelle meteoriti si trova con kamacite, allabogdanite, schreibersite e grafite.